# Ludwig von Strümpell

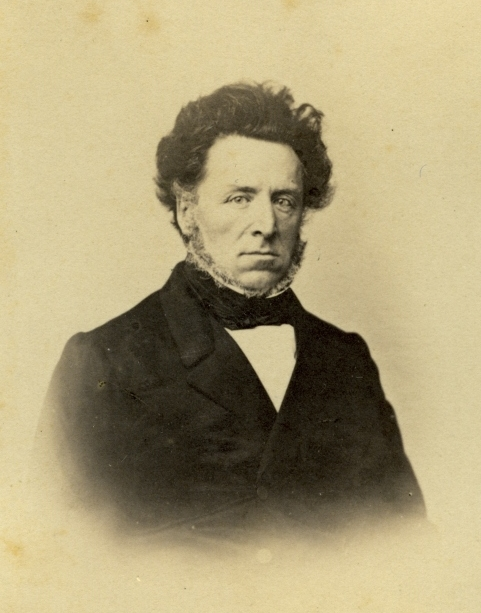
Ludwig Strümpell

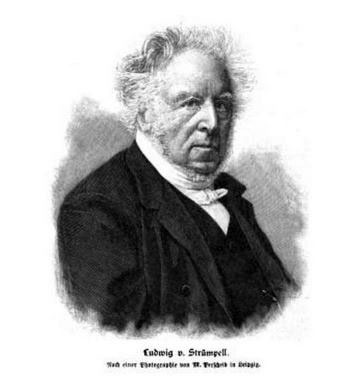
Ludwig Strümpell

Ludwig Adolf Heinrich von Strümpell (* 28. Juni 1812 in Schöppenstedt; † 18. Mai 1899 in Leipzig) war ein deutscher Philosoph und Pädagoge. Er war ein Schüler von Johann Friedrich Herbart und ein Anhänger des Herbartianismus.
Er war mit Sophie geb. Bielenstein, der Schwester von August Johann Gottfried Bielenstein (1826–1907), dem deutsch-baltischen Erforscher der lettischen Sprache und Kultur, verheiratet und hatte zwei Kinder, Adolf und Emilie (Emilie war die Mutter von Emil Mattiesen).
Er ist bisher der einzige Ehrenbürger seiner Heimatgemeinde Schöppenstedt.

## Leben
Ludwig von Strümpell promovierte im Jahr 1833 an der Universität Königsberg bei Johann Friedrich Herbart mit dem Thema De methodo philosophica. Zwischen 1835 und 1844 war er Hauslehrer der Kinder des Grafen von Medem in Kurland. Im Jahr 1843 habilitierte er sich an der Kaiserlichen Universität Dorpat mit dem Thema De summi boni natione, qualum proposuit Schleiermacherus dissertatio. Von 1844 bis 1871 war er Privatdozent an der Universität in Dorpat. Außerdem gründete Strümpell ein pädagogisches Seminar und hielt Vorlesungen über Philosophie, Psychologie und Pädagogik. 1849 wurde er zum ordentlichen Professor der Universität ernannt.
Im Jahr 1865 wurde Ludwig von Strümpell in Anerkennung seiner Verdienste um die Förderung des baltischen deutschen Schulwesens durch die russische Regierung zum Hofrat und später zum Staatsrat ernannt und  1870 durch diese in den Adelsstand erhoben.
Zwischen 1871 und 1899 war Strümpell Professor an der Universität Leipzig. Dort hielt er Vorlesungen unter anderem über Geschichte der Philosophie, Rechts- und Religionsphilosophie, allgemeine und psychologische Pädagogik und pädagogische Pathologie, Psychologie, Logik und Ethik.
Im Jahr 1899 erkrankte Ludwig von Strümpell und starb in Leipzig.

## Veröffentlichungen (Auswahl)
- Erläuterungen zu Herbarts Philosophie, mit Rücksicht auf die Berichte, Entwürfe und Missverständnisse seiner Gegner. Göttingen 1834.
- Die Hauptpuncte der Herbartschen Metaphysik kritisch beleuchtet. Braunschweig 1840 [Kritik der Herbartschen Metaphysik (1840)]
- Die Verschiedenheit der Kindernaturen. Ein Vortrag; zum Besten des Dorpater Hülfsvereins. Dorpat 1844.
- Der Begriff vom Individuum. 1845.
- Die Universität und das Universitätsstudium. Leipzig 1848.
- Lehrpläne für Knabenelementarschulen des Dorpater Lehrbezirks mit den nötigen Erläuterungen und Ergänzungen, entworfen unter Mitwirkung erfahrener Schulmänner (1869).
- Die zeitliche Aufeinanderfolge der Gedanken. Lüderitz, Berlin 1871 (Digitalisat)
- Grundriß der Psychologie oder Lehre von der Entwicklung des Seelenlebens im Menschen. Leipzig 1884.
- Die Pädagogische Pathologie oder die Lehre von den Fehlern der Kinder. Versuch einer Grundlegung für gebildete Ältern, Studierende der Pädagogik, Lehrer, sowie für Schulbehörden und Kinderärzte. Leipzig 1890.